# Irma Dimas
Irma Dimas có tên đầy đủ là Irma Marina Dimas Pineda. Cô sinh ra ở San Salvador, El Salvador vào ngày 9 tháng 8 năm 1986, là một cựu người mẫu Salvador đã đăng quang Hoa hậu El Salvador vào ngày 27 tháng 2 năm 2005. Gần đây, cô đã có những bước đột mới trong chính trị của El Salvador.

## Cuộc thi sắc đẹp
Năm 2004, Channel 12 TV đã ra mắt một cuộc gọi cho các thiếu nữ tham gia một chương trình thực tế (do cùng một kênh sản xuất), trong đó đại diện cho El Salvador trong cuộc thi Hoa hậu Hoàn vũ sẽ được chọn trong một cuộc thi quốc gia. Khái niệm về chương trình thực tế là tiến hành thử nghiệm trước cuộc thi để xem ai sẽ bị loại trong 14 tập và chọn 14 trong số đó để đại diện cho một trong mười bốn bộ phận của đất nước. Cuộc thi kéo dài 5 tháng và tham gia 24 thí sinh.
Sự tham gia của Dimas xuất hiện một cách trùng hợp khi cô ấy đi cùng một người bạn thời thơ ấu đang đăng ký. Cô đã được nhìn thấy bởi chủ tịch của tổ chức Miss El Salvador, người đã thuyết phục cô tham gia. Trong sự kiện cuối cùng được tổ chức vào ngày 27 tháng 2 năm 2005 trước hàng ngàn khán giả, cô đã đánh bại mười ba thí sinh khác và lấy vương miện, qua đó giành quyền đại diện cho El Salvador trong cuộc thi Hoa hậu Hoàn vũ 2005. Dimas cũng giành được các giải thưởng bổ sung khác từ các nhà tài trợ như Avon Products trong các danh mục như miệng tốt nhất, chân tốt nhất, khuôn mặt đẹp nhất và Hoa hậu Internet.
Vào ngày 31 tháng 5 năm 2005, Dimas đã tham gia cuộc thi Hoa hậu Hoàn vũ 2005 sau nhiều tháng chuẩn bị nhưng cô không đoạt giải. Vào ngày 23 tháng 10 cùng năm, Dimas tham gia cuộc thi Hoa hậu Trái Đất 2005 được tổ chức tại Manila, Philippines và lọt vào Top 16. Đây là lần đầu tiên một thí sinh từ El Salvador đến trận chung kết. Vào tháng 12 cùng năm, Dimas đã tham gia cuộc thi Hoa hậu Piel Dorada được tổ chức tại Costa Rica. Dimas đã giành được một chiếc xe hơi và một hợp đồng để đặt ra cho Calendario Piel Dorada (Lịch của Golden Skin) trong ấn bản năm 2006. Dimas là người phụ nữ thứ ba mươi tư giành danh hiệu Hoa hậu El Salvador.

## Sau đó
Sau khi tham gia vào các cuộc thi sắc đẹp, Dimas đã làm việc như một người mẫu. Cô là "gương mặt" chính thức của công ty cáp AMNET cũ từ năm 2007 đến năm 2009 và đã xuất hiện trên bìa tạp chí quốc gia. Cô đã tham gia một số chương trình thời trang quốc gia, mặc quần áo của các nhà thiết kế địa phương. Cô đã đi vào chính trị về vé Đảng Dân chủ Thiên chúa giáo El Salvador, và ngồi trên ủy ban chính trị của đảng.